# Gabriel Kembo
Gabriel Kembo Mamputu (ur. 19 września 1935 w Madimba-Kimfinda, zm. 26 sierpnia 2016) – kongijski duchowny katolicki, biskup Matadi w latach 1988-2010.

## Życiorys
Święcenia kapłańskie otrzymał 23 czerwca 1963.
21 czerwca 1988 papież Jan Paweł II mianował go biskupem diecezjalnym Matadi. 2 października tego samego roku z rąk kardynała Josepha Alberta Maluli przyjął sakrę biskupią. 21 września 2010 ze względu na wiek na ręce papieża Benedykta XVI złożył rezygnację z zajmowanej funkcji.
Zmarł 26 sierpnia 2016.